# Joel Murray
Joel Murray (Wilmette, 17 de abril de 1963) es un actor estadounidense. Ha interpretado roles prominentes en series de televisión como Mad Men, Grand, Love & War, Dharma and Greg y Shameless. También ha registrado apariciones en películas como God Bless America, One Crazy Summer y  Monsters University.

## Filmografía

### Cine y televisión
| Año       | Título                            | Rol                      | Notas            |
| --------- | --------------------------------- | ------------------------ | ---------------- |
| 1986      | One Crazy Summer                  | George Calamari          | Debut en el cine |
| 1987      | Long Gone                         | Bart Polanski            | Telefilme        |
| 1988      | Scrooged                          | Invitado                 |                  |
| 1989      | Elvis Stories                     | Paul                     | Corto            |
| 1990      | Men Will Be Boys                  | Jerry                    | Telefilme        |
| 1990      | Grand                             | Norris Weldon            | 26 episodios     |
| 1991      | Shakes the Clown                  | Lechero                  |                  |
| 1991–1992 | Pacific Station                   | Ken Epstein              | 13 episodios     |
| 1992      | Blossom                           | Doug LeMeure             | 1 episodio       |
| 1992      | Only You                          | Bert                     |                  |
| 1992–1995 | Love & War                        | Ray Litvak               | 67 episodios     |
| 1994      | Beethoven                         | Beethoven (voz)          |                  |
| 1995      | Road Warriors                     | Dick Durkee              | Telefilme        |
| 1995      | Partners                          | Ron Wolfe                | 1 episodio       |
| 1996      | Mr. & Mrs. Smith                  | Bob Myers                | 1 episodio       |
| 1996      | Encino Woman                      | Sr. Jones                | Telefilme        |
| 1996      | The Cable Guy                     | Jugador de baloncesto    |                  |
| 1997      | The Nanny                         | Cita de Val              | 1 episodio       |
| 1997–2002 | Dharma & Greg                     | Pete Cavanaugh           | 119 episodio     |
| 2000      | The Thin Pink Line                | Barman                   |                  |
| 2000      | Buzz Lightyear of Star Command    | Triffid (voz)            | 2 episodios      |
| 2000–2002 | Baby Blues                        | Carl Bitterman (voz)     | 13 episodios     |
| 2001      | The Drew Carey Show               | Bob                      | 1 episodio       |
| 2002      | It's All About You                | Taxista                  |                  |
| 2002      | 3 South                           | Voces                    |                  |
| 2002      | John Doe                          | Dante Langenhan          | 1 episodio       |
| 2003      | Titletown                         |                          | Telefilme        |
| 2003      | Malcolm in the Middle             | Larry                    | 1 episodio       |
| 2003      | Nobody Knows Anything!            | Ladrón                   |                  |
| 2003–2006 | Still Standing                    | Danny 'Fitz' Fitzsimmons | 24 episodios     |
| 2004      | Joan of Arcadia                   | Dios                     | 1 episodio       |
| 2005      | See Anthony Run                   | Sr. Randall              | Corto            |
| 2006      | Hatchet                           | Doug Shapiro             |                  |
| 2007      | American Body Shop                | Gerente del banco        | 1 episodio       |
| 2007      | Two and a Half Men                | Petey                    | 1 episodio       |
| 2007–2015 | Mad Men                           | Freddy Rumsen            | 15 episodios     |
| 2008      | The Tiffany Problem               | Sr. Reynolds             | Corto            |
| 2008      | Criminal Minds                    | Fiscal                   | 1 episodio       |
| 2008      | Cold Case                         | Bobby Kent               | 1 episodio       |
| 2009      | Awaydays                          | Rugger Bugger            |                  |
| 2009      | Two and a Half Men                | Petey                    | 1 episodio       |
| 2009      | Mending Fences                    | Sam Bridgewater          | Telefilme        |
| 2010      | Hatchet II                        | Shapiro                  |                  |
| 2010      | My Boys                           | Crowley                  | 2 episodios      |
| 2011      | Shameless                         | Eddie Jackson            | 9 episodios      |
| 2011      | Criminal Minds: Suspect Behavior  | Médico                   | 1 episodio       |
| 2011      | The Artist                        | Policía                  |                  |
| 2011      | Two and a Half Men                | Doug                     | 1 episodio       |
| 2011      | God Bless America                 | Frank                    |                  |
| 2012      | It's Always Sunny in Philadelphia | Andrew Krane             | 1 episodio       |
| 2012      | Two and a Half Men                | Nick                     | 1 episodio       |
| 2013      | Monsters University               | Don Carlton              |                  |
| 2015      | The McCarthys                     | Ray                      | 1 episodio       |
| 2015      | Bloodsucking Bastards             | Ted                      |                  |
| 2015–2016 | Mike & Molly                      | Dr. Jeffries             | 2 episodios      |
| 2015–2017 | The Leftovers                     | George Brevity           | 2 episodios      |
| 2016      | Sophie and the Rising Sun         | Sheriff Cooper           |                  |
| 2016      | Mr. Pig                           | Gringo                   |                  |
| 2016      | Killing Reagan                    | Edwin Meese              | Telefilme        |
| 2017      | Shrink                            | Rollie                   | 7 episodios      |
| 2017      | The Big Bang Theory               | Doug                     | 1 episodio       |
| 2017      | American Gods                     | Sr. Paunch               | 1 episodio       |